# محمد زیکساری
محمد حسین زیکساری(زاده‌ ۱۲ مهر ۱۳۶۲) بازیگر اهل ایران است. وی در رشته فلسفه هنر تحصیل کرده‌است. او با بازی در برنامه خندوانه در نقش  (استاد کهنمویی) به شهرت رسید.